# Pultenaea largiflorens
Pultenaea largiflorens är en ärtväxtart som beskrevs av George Bentham. Pultenaea largiflorens ingår i släktet Pultenaea och familjen ärtväxter. Inga underarter finns listade i Catalogue of Life.